# Physconia isidiomuscigena
Physconia isidiomuscigena är en lavart som beskrevs av Essl. Physconia isidiomuscigena ingår i släktet Physconia och familjen Physciaceae.   Inga underarter finns listade i Catalogue of Life.